# Фахд Муфі
Фахд Муфі (араб. فهد موفي, фр. Fahd Moufi; нар. 5 травня 1996, Мюлуз) — марокканський футболіст, захисник марокканського клубу «Відад» (Касабланка).

## Клубна кар'єра
Народився 5 травня 1996 року в місті Мюлуз. Вихованець юнацьких команд футбольних клубів «Мюлуз» та «Ліон». У дорослому футболі дебютував 2014 року виступами за резервну команду «Ліона», в якій провів два сезони, взявши участь у 55 матчах Аматорського чемпіонату, після чого у сезоні 2016/17 грав на правах оренди за «Седан» у третьому дивізіоні.
Влітку 2017 року Моуфі перейшов у португальську «Тонделу». 24 вересня у матчі проти «Браги» він дебютував у Сангріш-лізі. Через травми, за перші два сезони він зіграв лише 19 матчів в усіх турнірах протягом двох сезонів, і лише в сезоні 2019/20 років він почав виділятися, що дозволило йому привернути увагу ряду більших клубів.
29 вересня 2020 року Муфі перейшов у «Портімоненсі», підписавши трирічну угоду. 1 листопада у матчі проти «Санта-Клари» він дебютував за новий клуб і одразу став основним гравцем. За три сезони він провів майже сто матчів за клуб.
У липні 2023 року контракт Муфі з «Портімоненсе» закінчився, і він підписав трирічний контракт з опцією продовження ще на один рік з хорватським клубом «Хайдук» (Спліт). Відіграв у складі сплітської команди наступні два сезони своєї ігрової кар'єри.
У січні 2025 року приєднався до складу марокканського клубу «Відад» (Касабланка).

## Виступи за збірні
2013 року дебютував у складі юнацької збірної Марокко (U-17), з якою взяв участь у домашнього юнацькому кубку африканських націй, де посів з командою 4 місце.
2015 року залучався до складу молодіжної збірної Марокко, а у 2017 році з олімпійською збірною Марокко брав участь на Ісламських іграх солідарності у Баку, де зіграв усі три матчі.